# Erebia claudina
Erebia claudina är en fjärilsart som beskrevs av Moritz Balthasar Borkhausen 1788. Erebia claudina ingår i släktet Erebia och familjen praktfjärilar. IUCN kategoriserar arten globalt som nära hotad. Inga underarter finns listade i Catalogue of Life.

## Bildgalleri

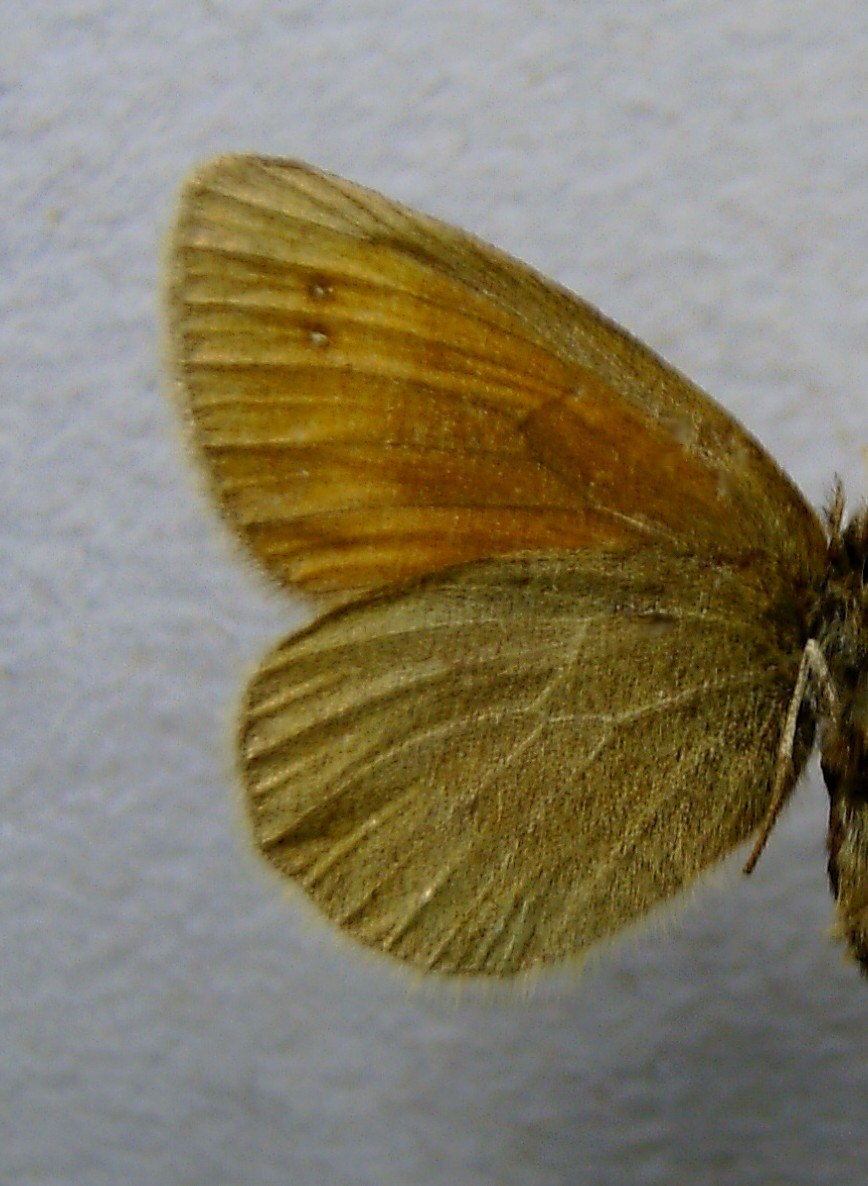
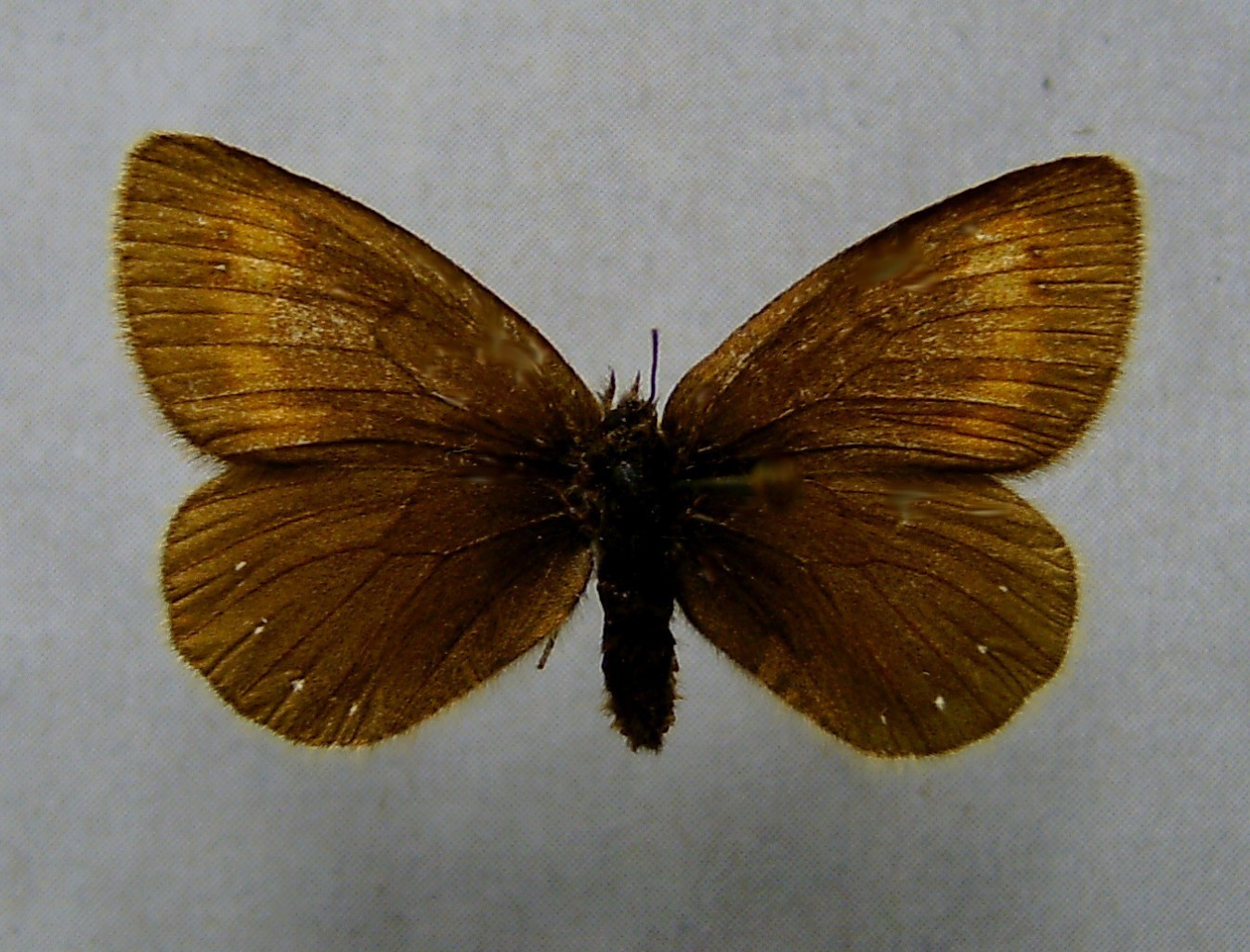